# 弗雷蘭
弗雷蘭（Vreeland）是荷蘭的城鎮，位於該國中部，由烏德勒支省負責管轄，建成區面積0.3平方公里，鎮上的城堡建於1253年左右，該鎮被數座湖泊包圍，2004年人口1,530。